# Keep It Together
"Keep It Together" je šesti i konačni singl američke pjevačice Madonne s četvrtog studijskog albuma Like a Prayer. Pjesma je kao singl izdana 30. siječnja 1990. pod Sire Recordsom i to u Sjedinjenim Državama i Japanu. U Australiji je singl izdan kao AA-strana zajedno s "Vogue".

## O pjesmi
Album Like a Prayer slovi za Madonnino najintimnije izdanje. Na albumu pjeva o međuljudskim i ljubavnim vezama, religiji, muškarcima i obitelji. Ova pjesma je napisana kao podsjetnik da je obitelj najvažnija od svih stvari, te kako je Madonni njena obitelj puno pomogla u životu 
"Brothers and sisters/They've always been there for me/We have a connection/Home is where the heart should be"
Kroz pjesmu se opisuje sve od Madonninog teškog odrastanja u skromnim uvjetima,
"I'm gonna leave this place/So I can forget every single hungry face"
pa sve dok nije postala zvijezda i počela se s nostalgijom sijećati prošlosti
"I hit the big time but I still get the blues/Everyone's a stranger/City life can get to you"
Unatoč oprečnim emocijama o sadašnjem životu, Madonna naglašava u pjesmi da je obitelj zlato. ("family is gold")
Ova pjesma je ujedno bila i zadnja suradnja između Madonne i Stephen Braya. "Keep It Together" je bila i prva Madonnina pjesma u 1990-ima.
Za pjesmu nikada nije snimljen glazbeni video.

## Uspjeh pjesme
"Keep It Together" je mješavina funka i R&B-a. U vrijeme izlaska singla, kritike su bile podijeljene. 
U Sjedinjenim Državama je pjesme dospjela do 8. pozicije i to 31. ožujka 1990. kada je već pjesma "Vogue" bilježila veliki airplay. Sljedeći tjedan je već strmoglavo krenula padati s ljestvice, a unutar prvih 30 se zadržala 2 tjedna nakon tjedna s najboljim plasmanom. Pjesma se popela na sami vrh dance ljestvica i to Hot Dance Music/Club Play i Hot Dance Music/Maxi-Singles Sales.
U Australiji je pjesma kao singl puštena kao AA-strana zajedno s "Vogue", i dospjela na 1. mjesto. Na kraju godine je bila kombinacija Vogue/Keep It Together bila 3 najbolja pjesma 1990. u Australiji.

## Popis formata i pjesama

### US 12" singl
1. "Keep It Together (12" Remix)"
2. "Keep It Together (Dub)"
3. "Keep It Together (12" Extended Mix)"
4. "Keep It Together (12"  Mix)"
5. "Keep It Together (Bonus Beats)"
6. "Keep It Together (Instrumental)"

### US 5" singl
1. "Keep It Together (Single Remix)"
2. "Keep It Together (12in Remix)"
3. "Keep It Together (12in Mix)"
4. "Keep It Together (12in Extended Mix)"
5. "Keep It Together (Instrumental)"

### US kaseta i 7" singl
1. "Keep It Together (Single Remix)"
2. "Keep It Together (Instrumental)"

### Japanski 5" singl
1. "Cherish (Extended Version)"
2. "Keep It Together (12" Remix)"
3. "Keep It Together (Dub)"
4. "Keep It Together (12" Extended Mix)"
5. "Keep It Together (12" Mix)"
6. "Keep It Together (Bonus Beats)"
7. "Keep It Together (Instrumental)"

## Službene verzije
- Keep It Together (Album Version) 5:03
- Keep It Together (Instrumental Version) 5:52
- Keep It Together (12" Remix) 7:50
- Keep It Together (12" Extended Mix) 7:20
- Keep It Together (12" Mix) 6:50
- Keep It Together (Dub Version) 7:00
- Keep It Together (Bonus Beats) 3:27
- Keep It Together (7" Mix) 4:45
- Keep It Together (Single Mix) 4:32

## Na ljestvicama
| Ljestvica (1990)                      | Pozicija |
| ------------------------------------- | -------- |
| Australija                            | 1        |
| Japan                                 | 5        |
| Kanada                                | 7        |
| U.S. Billboard Hot 100                | 8        |
| U.S. Billboard Hot Dance Club Play    | 1        |
| U.S. Billboard Hot Adult Contemporary | 32       |
| U.S. ARC Weekly Top 40                | 7        |